# Ferrino
 (octobre 2020).
Ferrino Sp UNE. est un fabricant italien de tentes, d'accessoires d'extérieur et de vêtements, fondé à Turin par Cesare Ferrino en 1870. La gamme de produits de l'entreprise comprend des tentes et des raquettes à neige.
Des tentes Ferrino ont été testées à haute altitude, notamment au Mont Rose et au Mont Blanc dans les Alpes.